# Kvarnsjön (Los socken, Hälsingland)
Kvarnsjön är en sjö i Ljusdals kommun i Hälsingland och ingår i Ljusnans huvudavrinningsområde. Sjön är 6 meter djup, har en yta på 0,183 kvadratkilometer och är belägen 391 meter över havet. Sjön avvattnas av vattendraget Kvarnån.

## Delavrinningsområde
Kvarnsjön ingår i det delavrinningsområde (684985-146426) som SMHI kallar för Utloppet av Kvarnsjön. Medelhöjden är 419 meter över havet och ytan är 4,18 kvadratkilometer. Räknas de 4 avrinningsområdena uppströms in blir den ackumulerade arean 26,17 kvadratkilometer. Kvarnån som avvattnar avrinningsområdet har biflödesordning 4, vilket innebär att vattnet flödar genom totalt 4 vattendrag innan det når havet efter 184 kilometer. Avrinningsområdet består mestadels av skog (80 procent). Avrinningsområdet har 0,18 kvadratkilometer vattenytor vilket ger det en sjöprocent på 4,4 procent. Bebyggelsen i området täcker en yta av 0,03 kvadratkilometer eller 1 procent av avrinningsområdet.